# Время печали ещё не пришло
«Время печали ещё не пришло» — фильм режиссёра Сергея Сельянова, снятый в 1995 году. Заключительная режиссёрская работа Сельянова, после которой он стал заниматься исключительно продюсированием фильмов.

## Сюжет
Художник и фальшивомонетчик Иванов вспоминает свою юность, прошедшую в деревне, жителями которой были русский Гриня, цыган Яшка, татарин Жиббаев, еврей Шмуклер и немец Вильман. Неожиданно здесь появляется изыскатель Мефодий, после чего и без того странное существование обитателей посёлка становится совершенно абсурдным.
Однажды изыскатель сообщает Иванову, что в этот день должны произойти некие решающие события, после чего они проводят некое подобие геодезических исследований и ждут полудня. Затем Мефодий сообщает, что в определённом месте через 20 лет случится солнечное затмение, а затем переход Солнца в созвездие Водолея, после чего начнётся новая эпоха. После застолья все персонажи пытаются найти свой новый путь в жизни, а Мефодий исчезает.
Обетованное место двадцать лет спустя. Посреди поля вырос могучий дуб. Под ним собираются бывшие жители деревни, накрывают «поляну» и вспоминают минувшее. Всех удивляет отсутствие Мефодия, однако после подсказки Яшки все понимают, что дуб и есть Мефодий, что, впрочем, не мешает застолью. В итоге во время затмения все спят.
Тем временем Иванову кажется, что он летит в авиалайнере. Художник использует полученный от Мефодия особый материал для изготовления имитации пистолета, после чего требует изменить курс на Париж. Впрочем, экипаж и пассажиры не слишком расстроены этим фактом. После посадки выясняется, что Иванов оказался в месте, где были созданы декорации Парижа. Однако когда он просыпается, то выясняет, что находится в родной деревне, недалеко от компании подгулявших односельчан.

## В ролях
- Валерий Приёмыхов — Иванов, художник и фальшивомонетчик
- Пётр Мамонов — Мефодий, геодезист
- Марина Левтова — Ляля, односельчанка / Соня, стюардесса
- Михаил Светин — Жиббаев, татарин
- Сергей Паршин — Григорий Печкин (Гриня), русский
- Семён Стругачев — Саня Шмуклер, еврей
- Юрис Стренга — Герман Вольфович Вильман, немец
- Виктор Демент — Яшка, цыган
- Татьяна Журавлёва — бабка Шепотуха, односельчанка
- Пётр Васильев — Иванов в юности
- Николай Муравьёв — Иванов-старший
- Александр Шевелёв — Пропалов, приятель Иванова
- Светлана Булыненкова — Вика, бывшая подруга Иванова
- Гали Абайдулов — пассажир авиалайнера
- Фатима Саня — Лола, подруга Грини

## Награды
- 1995 — Специальный приз жюри за режиссуру (С.Сельянов) ОРКФ «Кинотавр—95» (Сочи)[1]
- 1995 — Премия Promotional Award на Cottbus Film Festival of Young East European Cinema
- 1995 — Приз зрительских симпатий на МКФ в Чикаго[1]